# Sandformverfahren

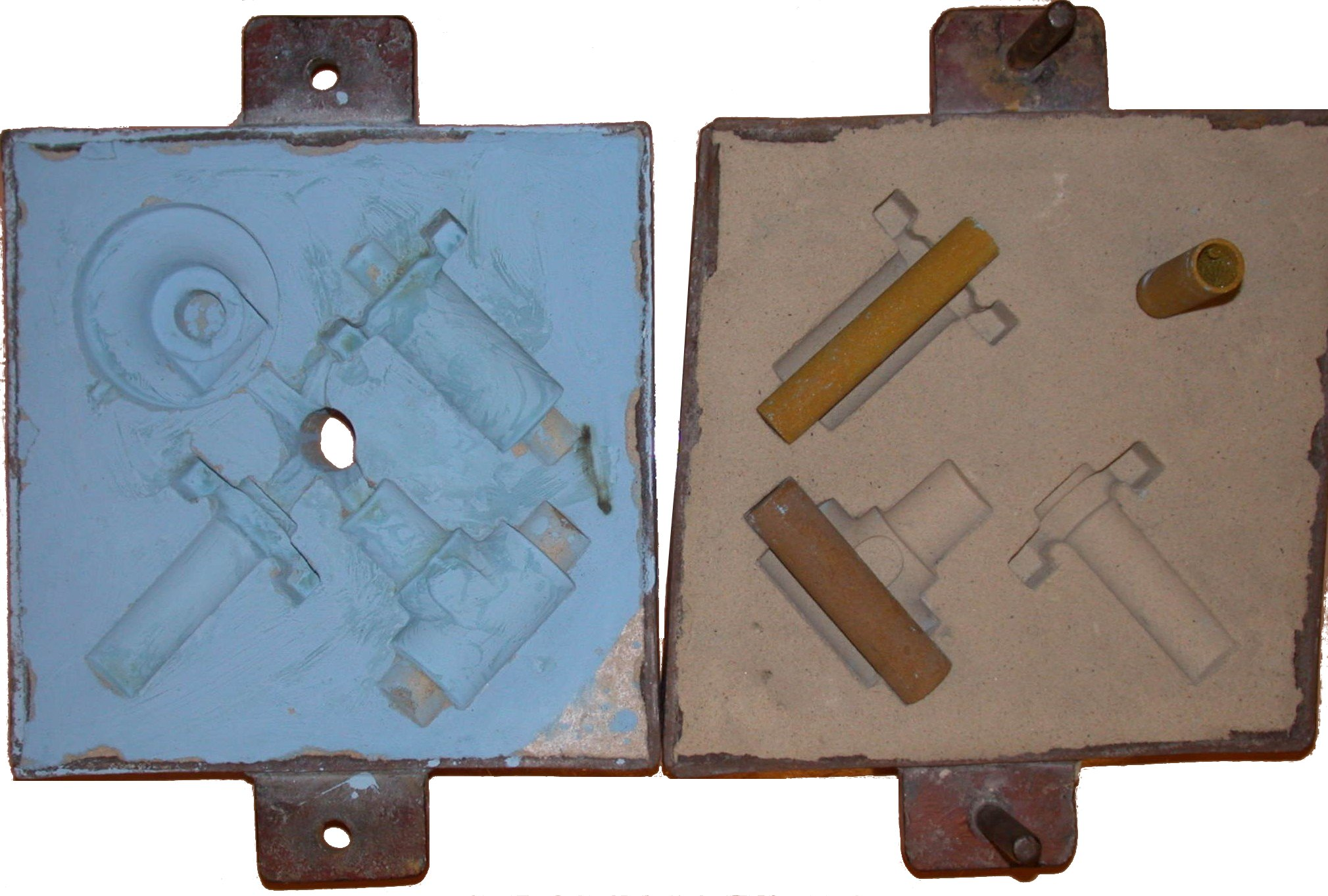
Ober- und Unterkasten für den Sandguss mit Kernen und Steiger

Das Sandform- oder Sandgussverfahren ist ein Gießverfahren für Metall und andere Werkstoffe, das mit Formen aus Sand arbeitet. Es funktioniert nach dem Prinzip der verlorenen Form, das heißt, dass die Form nach einmaliger Verwendung zum Entformen des Gusskörpers zerstört wird.

## Verfahrensprinzip
Zum Guss in einer Sandform wird ein Gussmodell in Sand abgeformt, dann entfernt und der verbliebene Hohlraum mit dem geschmolzenen Werkstoff ausgegossen. Um Schwindungen, die während des Abkühlvorgangs entstehen können, auszugleichen, müssen die Formen 0,5–2,5 Prozent größer dimensioniert werden. Der verflüssigte Werkstoff wird in die Sandform geleitet, ein System von Austrittskanälen erleichtert in manchen Fällen das Entweichen der Luft oder anderer Gase aus den Hohlräumen. Nach dem Erstarren des Gusskörpers wird der Sand entfernt, um das Werkstück zu entnehmen. Der Sand kann aufbereitet und zu neuen Formen verarbeitet werden.

## Gießereimodell-Werkstoffe
Je nach ökonomischen oder technologischen Anforderungen (Stückzahl, Genauigkeit oder Tradition) besteht ein Gießereimodell aus unterschiedlichen Werkstoffen: Konventionell aus geeigneten Hölzern oder Schichtholzwerkstoffen, in einigen Fällen aus gebranntem Ton. In der Großserienfertigung heutzutage üblich, werden Gießereimodelle aus CNC-gefrästen Polyurethan-Blockwerkstoffen oder hochabriebfesten hochschlagzähen Polyurethan-Gießharzen verwendet, welche höhere Schusszahlen ermöglichen als Gießereimodelle, die auch aus Metallen gefertigt werden können.

## Beispiel für die Sandgussformherstellung
Meist werden Formen mit zwei Formhälften verwendet.
- Die untere Gießereimodellhälfte wird auf eine Modellplatte gelegt/montiert. Auf die Platte wird ein Formrahmen gestellt. Kernmarken müssen eingebracht sein.
- Der Formrahmen wird mit Formsand gefüllt und dieser so fest verdichtet, bis er im Rahmen haftet. Den sandgefüllten Rahmen nennt man Formkasten.
- Der Kasten wird von der unteren Modellplatte abgehoben und gewendet, die untere Modellhälfte verbleibt im Sand.
- Auf die im Sand verbliebene untere Modellhälfte wird die obere Modellhälfte gesteckt, dann ein weiterer Formrahmen aufgelegt und mit Sand gefüllt, welcher verdichtet wird.
- Dann wird der obere Formkasten abgenommen, die Modellhälften aus beiden Kästen entfernt und eventuell Kerne für Hohlräume im Werkstück eingesetzt.
- Nun werden beide Formkästen zu einer geschlossenen Form zusammengesetzt, in deren Innerem sich Hohlräume in Form der Modelle (sowie Eingussöffnung etc.) befinden und abgegossen.

Nach dem Abguss werden Sand und die ebenfalls aus Sand bestehenden Kerne zerstörend entfernt und so das im Inneren befindliche Gießteil freigelegt.

## Weitere Bearbeitung des frisch gegossenen Teils
Das Gießteil ist nach dem Guss noch nicht verwendbar und wird meist noch in die Gussputzerei genannte Abteilung des Gießereibetriebs verbracht, wo es von Sandresten befreit und die am Gussteil noch befindlichen Eingüsse, Speiser, Steiger, Gießäste und Gießgrate entfernt werden. Bis das Gießteil verwendungsfähig ist, kommen nun bei Notwendigkeit weitere Fertigungsschritte zur Anwendung, z. B. zerspanende Bearbeitung (Bohren, Schleifen, Sandstrahlen, Gewindeschneiden, Fräsen, Drehen), sowie Lackieren, Pulverbeschichten oder eine galvanische Behandlung. Werkstoffabhängig kommen auch metallurgische Verfahren zur Aufwertung und Konditionierung der metallischen Struktur zum Einsatz wie Auslagern, Härten und Tempern.

## Technologischer Anwendungsbereich
Das Sandgussverfahren eignet sich bei entsprechendem Wissen und Erfahrungsschatz (spezifisch für den jeweiligen Werkstoff) zur Herstellung von Teilen mit komplizierten Geometrien inklusive Hohlräumen und verschiedenen Materialquerschnitten.

## Vertiefende Erläuterungen zum Sandgussverfahren
Der Sandguss ist in der Gussproduktion durch Gießverfahren für größere Stückzahlen mit Kokillenguss (Dauerformen) und für rotationssymmetrische Geometrien mit Schleuderguss ergänzt worden. Eine Ausnahme bildet beispielsweise der Glockenguss, bei dem die Formen zu groß für einen Schleuderguss wären. Eine unüberschaubare Vielfalt von Gussprodukten aller Größen und Werkstoffe wird dank dieser Technologie mit Sandguss gefertigt, beispielsweise Zylinderwalzen und Dampfturbinengehäuse.
Um den Formgrundstoff Sand zu stabilisieren, bedarf es eines Bindemittels, zum Beispiel Ton (Bentonit) mit entsprechender Menge Wasser (Nassguss bzw. Grünsandguss) oder Öl, Wasserglas mit Kohlendioxid oder Kaltharzen (Furan). Die Vermischung von Formgrundstoff und Zusätzen erfolgt im Sandmischer.
Sandformen (mit Formgrundstoff Quarz, Chromit, Zirkon, Korund usw.) werden oder wurden unter anderem auch für Glockenguss und Kunstguss verwendet und sind in der gesamten Gießereiindustrie für die Herstellung von Metallformgussstücken vorherrschend. Der althergebrachte Begriff vom Sand wird im modernen Sprachgebrauch der Gießereitechnik durch den Fachbegriff Formstoff ersetzt, da die verwendeten Materialien nur noch wenig mit natürlich vorkommenden Grundstoffen zur Gießformherstellung gemein haben.
Wenn die Sandform mit einem Modell hergestellt wurde, welches beim Gießen in der Form verbrennt (vergast), so spricht man vom Vollformguss mit einer verlorenen Form, da auch diese Sandform beim Ausleeren des erkalteten Gussteiles zerstört werden muss.
Soll ein Gießteil innen hohl sein oder soll es komplexe Geometrien aufweisen, so kommen sogenannte Kerne zur Anwendung. Dies sind Körper aus verdichtetem, gebundenem Sand, die mit in die Form an vorgesehene Stellen gelegt werden und die den später gewünschten Hohlraum als Verdrängungskörper ausfüllen. In manchen Fällen kann die Form komplett aus solchen Kernen bestehen: man spricht dann von einer Kernform. Ein Beispiel dafür sind mehrteilige Sandgussformen für den wassergekühlten Zylinderkopf von Verbrennungsmotoren; mit komplexen Hohlräumen wie Ölkanälen und den Kühlwassermantel, die mit festen Formen aus Metall gar nicht gießbar wären.

## Weiterentwicklungen
Es gibt Anwendungsbereiche, bei denen die Sandformen und -Kerne ohne Umweg über ein Gießereimodell z. B. direkt aus verdichteten und mittels Harzen gefestigten Sandblöcken CNC-gefräst werden, oder die Sandformen direkt mit einem 3D-Druckverfahren („Binder Jetting“) hergestellt werden.